# Album (Monika Brodka)
Album è l'album di debutto della cantante pop e soul polacca Monika Brodka, pubblicato nel 2004.
Il CD ha venduto più di 40 000 copie in Polonia ed è stato certificato disco d'oro. Da esso sono stati tratti tre singoli, tutti entrati nella classifica polacca. Il 27 giugno 2005 è stata pubblicata la ristampa dell'album, che include anche un inedito, dei remix ed i video di due dei singoli.

## Tracce
CD 1 (originale)
1. "Help Me Make It Through the Night" – 4:22
2. "Libertango (I've Seen That Face Before)" – 2:54
3. "It Ain't Over 'Til It's Over" – 3:17
4. "Spinning Wheel" – 3:09
5. "They Say I'm Different" – 4:02
6. "Inner City Blues (Makes Me Wanna Holler)" – 3:49
7. "Chill Out" – 3:08
8. "Ten" – 3:27
9. "My" – 3:03
10. "Dziewczyna mojego chłopaka" – 3:28
11. "Nazwij go jak chcesz" – 3:03
12. "Cosmo" (featuring Liroy) – 3:06
13. "On" – 3:16
14. "Dream" – 5:32

CD 2 (ristampa)
1. "Miałeś być..." – 3:28
2. "Ten" (Seb Skalski Remix) – 4:21
3. "Miałeś być..." (Pszona Remix) – 3:56
4. "Miałeś być..." (Modfunk Remix) – 5:27
5. "Miałeś być..." (Yego Deep Step Remix) – 5:58
6. "Miałeś być..." (Karol XVII Remix) – 8:11

## Classifiche
| Classifica (2004) | Posizione massima |
| ----------------- | ----------------- |
| Polonia           | 6                 |